# Abbandono (film)
Abbandono è un film del 1940 diretto da Mario Mattoli.

## Trama
1830: Pierre Courier, un ricco e anziano armatore navale, attende il rientro del figlio Stefano, reduce da un lungo viaggio a Trinidad nella nave nel quale egli è capitano. Grande è la sorpresa quando il figlio si presenta con una donna conosciuta nell'isola e sposata durante il viaggio, Anna. Ragazza mite e candida, appassionata e felice, si fa ben volere da tutti e diventa in breve tempo la beniamina della casa nonostante una iniziale ostilità dovuta al fatto che qualcuno fa sorgere sospetti sul suo passato: sua madre, infatti, era proprietaria di una taverna malfamata e aveva avuto in passato una vita non molto limpida.
La ragazza trova comprensione e sincera amicizia nella giovane sorella di Stefano, Maria, sposata a un conte squattrinato e speculatore, che erode di nascosto le finanze di casa Courier. Stefano è costretto a riprendere il mare per un viaggio molto lungo, sicuro di avere riportato la pace in famiglia, per concludere un affare vantaggioso sull'applicazione del vapore alle sue navi mercantili. In realtà dopo la partenza accade un intrigo amoroso che rischia di sfociare in un dramma coniugale; Anna viene accusata di essere l'amante di Leonard, un aristocratico vanitoso, e perciò, costretta ad accettare quelle accuse infamanti per salvare la sventurata Maria, fugge di casa. La nascita di un bambino non le riporterà la serenità poiché la donna viene a conoscenza di un complotto ordito da alcuni sicari: le nuove caldaie a vapore installate sulle navi della compagnia vengono sabotate per esplodere durante la navigazione. Anna, quindi per salvare suo marito corre al porto ma il suo gesto viene scoperto ed è inseguita dai sicari; nel salire sulla nave viene aggredita ma Maria, che conosceva anch'essa la verità, si frappone all'amica e viene falciata dai colpi di pistola.
Prima di morire, Maria rivela a Stefano che era stata lei stessa a diffondere quelle voci poiché le scappatelle le aveva compiute lei, ristabilendo così la reputazione di Anna.

## Produzione
Il film, uno dei pochi a carattere drammatico diretti dal regista di Tolentino, venne girato negli stabilimenti di Cinecittà.
Il protagonista maschile George Rigaud venne accreditato nei titoli col nome italianizzato in Giorgio Rigato.
La Commissione di Revisione Cinematografica concesse il nulla osta alla circolazione nelle sale senza operare alcun taglio ebbe il visto di censura n. 31.039 nel 5 luglio 1940 per una lunghezza accertata della pellicola di 2.752 metri e fu presentato alla VIII Mostra Internazionale d'Arte Cinematografica di Venezia.

### Altri tecnici
- Aiuto regista: Steno
- Direttore di produzione: Carlo Bugiani
- Segretario di edizione: Sergio Grieco
- Fonico: Ovidio Del Grande
- Fotografo di scena: Ampelio Ciolfi[3]

## Distribuzione
Uscì nelle sale cinematografiche italiane il 18 settembre 1940.
In Spagna venne proiettato il 15 marzo 1943 con il titolo Abandono mentre in Francia venne proiettato l'8 settembre 1943 con il titolo L'intruse.
Il film non ha avuto edizioni in DVD. Esistono però le locandine e alcune fotografie di scena.
A metà degli anni '90 il film venne spesso replicato dalla stazione televisiva TELE+3

## Accoglienza

### Critica
(Michelangelo Antonioni, La sorpresa veneziana, in Cinema anno V, n. 102, 25 settembre 1940, pag. 221.)
(Pietro Bianchi, Il Bertoldo, 1º novembre 1940)

#### Recensioni
- Vittorio Calvino, Si gira Abbandono, in Film, 15 giugno 1940 (notizie di lavorazione)
- Alberto Ceretto, Gazzetta del Popolo, 16 novembre 1940
- Enzo Duse, Il Mattino, 10 settembre 1940
- Guglielmina Setti, Il Lavoro, 23 ottobre 1940
- Adolfo Franci, L'Illustrazione Italiana n. 44, 3 novembre 1940
- Arnaldo Fratelli, La Tribuna, 13 dicembre 1940
- Giuseppe Isani, Cinema anno V, n. 108, 25 dicembre 1940
- Filippo Sacchi, Corriere della Sera, 23 ottobre 1940
- Fabrizio Sarazani, Il Giornale d'Italia, 13 dicembre 1940
- Osvaldo Scaccia, Film, 21 dicembre 1940